# Hobbsiella moria
Hobbsiella moria är en kräftdjursart som först beskrevs av C. W. Hart 1978.  Hobbsiella moria ingår i släktet Hobbsiella och familjen Entocytheridae. Inga underarter finns listade i Catalogue of Life.